# Daniele Sinibaldi
Daniele Sinibaldi (Rieti, 24 aprile 1986) è un politico e imprenditore italiano, sindaco di Rieti dal 20 giugno 2022.

## Biografia
Nipote di profughi istriani, ha un fratello e una sorella che vivono all'estero, mentre il padre è un funzionario della Provincia di Rieti (ormai in pensione) e la madre è un'insegnante di biologia e scienze.
Cresce a Rieti e fin da giovanissimo si occupa di politica, associazionismo e impresa, passioni che lo portano a fare esperienze amministrative e nell'associazionismo culturale, sociale e di impresa. Ha frequentato il liceo scientifico reatino Carlo Jucci, iscrivendosi poi alla facoltà di giurisprudenza dell'Università di Perugia, senza tuttavia terminare gli studi.
È un imprenditore nel settore del food and beverage e gestisce alcune attività di pubblico esercizio nel centro storico della città di Rieti.
Dopo una lunga militanza giovanile tra le file prima dei movimenti studenteschi di destra e poi di Azione Giovani, movimento giovanile di Alleanza Nazionale, del quale è stato segretario provinciale di Rieti, è eletto nel 2007 consigliere della 2ª Circoscrizione del Comune di Rieti nelle liste di Alleanza Nazionale.
È stato Presidente del Consiglio Comunale dei Giovani di Rieti dal 2008 al 2013; in quegli anni ha ricoperto l'incarico di membro del direttivo del Forum Regionale dei Giovani presso il Consiglio Regionale del Lazio, e successivamente del Forum Nazionale dei Giovani nella "commissione Cultura e Turismo". Dopo lo scioglimento del PdL, di cui è stato segretario giovanile provinciale della Giovane Italia, prosegue l'attività politica con Fratelli d'Italia, partito di cui è stato prima portavoce cittadino e poi provinciale.
Nel 2017 è candidato a sostegno del sindaco Antonio Cicchetti, venendo poi nominato vicesindaco e assessore alle attività produttive e al turismo del Comune di Rieti. Successivamente, nel 2019, viene eletto vicepresidente vicario dell'ANCI Lazio.

### Sindaco di Rieti
Nel 2022 si candida alla carica di sindaco di Rieti per le elezioni amministrative, all'interno di una coalizione di centro-destra composta da Fratelli d'Italia, Lega, Forza Italia, Italia Viva, Unione di Centro e alcune liste civiche. Viene eletto sindaco al primo turno con il 52,17% dei voti, battendo il candidato di centro-sinistra ed ex sindaco Simone Petrangeli, fermo al 37,43%.